# Arjan Pisha
Arjan Pisha (18 de Janeiro de 1977, Elbasan, Albânia) é um futebolista albanês que joga como zagueiro atualmente pelo KS Dinamo Tiranë da Albânia .